# 泉町 (鹿児島市)
泉町（いずみちょう）は、鹿児島県鹿児島市の町。旧薩摩国鹿児島郡鹿児島城下下町泉町及び汐見町、鹿児島県鹿児島府下泉町及び汐見町。郵便番号は892-0822。人口は539人、世帯数は286世帯（2020年4月1日現在）。泉町は和泉町とも書かれる。
1965年（昭和40年）より全域で住居表示を実施している。また、住居表示実施に伴う町の再編により町の全部が廃止され、泉町の一部となっている汐見町（しおみちょう、潮見町とも）についても本項で記述する。
町域の東部には東シナ海上に浮かぶトカラ列島の区域からなる自治体である鹿児島郡十島村の村役場（本庁舎）が設置されている。

## 地理
鹿児島市の中部、城山の麓に位置しており、天文館と鹿児島港に挟まれた商業地域となっている。町域の北方には名山町、東方には本港新町、南方には住吉町、堀江町、南西方には大黒町、西方には金生町がそれぞれ隣接している。
名山町との境界線上を「朝日通り」と呼ばれる国道58号が通っており、「錦江通り」と呼ばれる鹿児島県道214号鹿児島港線が東部を南北に通っている。
東部には、日本でも3村しか存在しない自治体の区域外に所在している町村役場の1つである十島村役場が置かれている。

## 歴史
現在の泉町は1889年（明治22年）の市制施行時の泉町の全部、汐見町の全部にあたる。

### 江戸時代
泉町及び汐見町は江戸時代から見える町であり、ともに薩摩国鹿児島城下下町のうちであった。泉町は元禄年間頃に埋め立てが行われた「新築地」と呼ばれる埋立地のうち、下方限（鹿児島城の南東から南にかけての一帯の地域名）側の一部（他に堀江町など）に置かれた町である。南泉院の門前町であり、天保城下絵図、天保切絵図に町名が見える。
汐見町は文政から天保年間又は、安永年間に名山堀から屋久島岸岐に至る区域一帯が埋立てられ成立したとされ、幕末から明治にかけては豪商の店が立ち並んだという。

### 明治時代以降

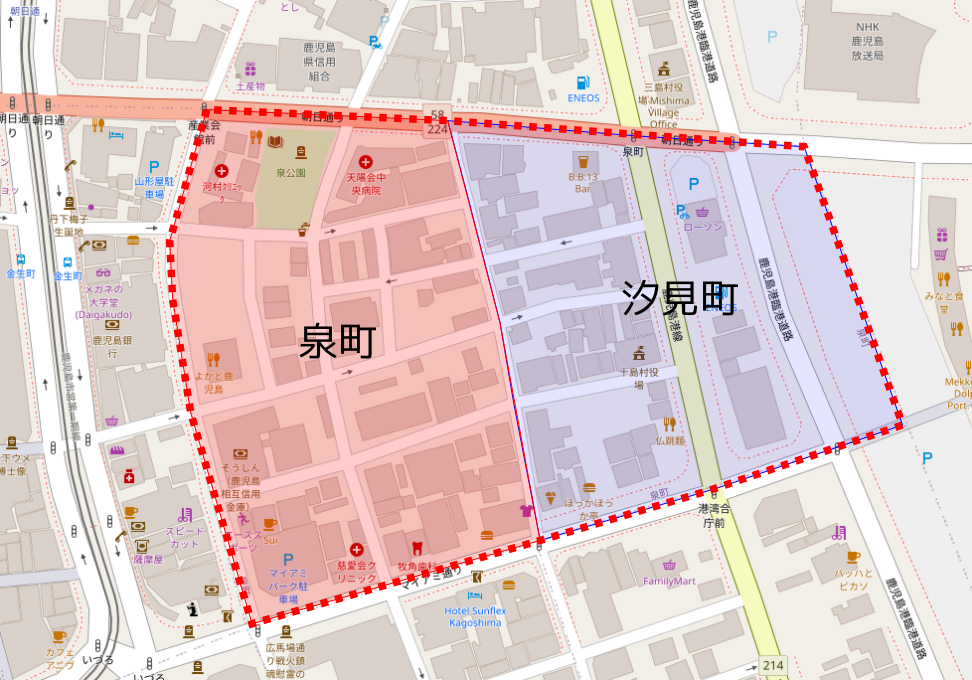
泉町の区域と1965年までの町の区域を示した図。
赤の破線が現在の泉町を示し、青色の区域が旧汐見町、赤色の区域が旧泉町である。

明治時代前期は泉町、汐見町ともに平民が多く住んでおり、町人街であった。1878年（明治11年）12月に鹿児島警察署が和泉町に庁舎を建設し移転した。第二次世界大戦の空襲を避けるため1945年（昭和20年）に鹿児島県立図書館に移転するまで設置されていた。
1888年（明治21年）に公布された市制（明治21年法律第1号）に基づき、1889年（明治22年）2月2日に官報に掲載された「 市制施行地」（内務省告示第1号）によって鹿児島が市制施行地に指定された。3月5日には鹿児島県令第26号によって鹿児島郡のうち50町村が市制による鹿児島市の区域と定められ、4月1日に市制が施行されたのに伴い、鹿児島郡50町村（山下町、平之馬場町、新照院通町、長田町、冷水通町、上竜尾町、下竜尾町、池之上町、鼓川町、稲荷馬場町、清水馬場町、春日小路町、車町、恵美須町、小川町、和泉屋町、浜町、向江町、栄町、柳町、易居町、中町、金生町、東千石馬場町、西千石馬場町、汐見町、泉町、築町、生産町、六日町、新町、松原通町、船津町、呉服町、大黒町、堀江町、住吉町、新屋敷通町、加治屋町、山之口馬場町、樋之口通町、薬師馬場町、鷹師馬場町、西田町、上之園通町、高麗町、下荒田町、荒田村、西田村、塩屋村）の区域より鹿児島市が成立した。それまでの泉町及び汐見町は鹿児島市の町となった。
明治後期の汐見町は倉庫や運輸倉庫が立ち並ぶ港町であった。「鹿児島市史第2巻」によると1924年（大正13年）時点では泉町には30軒ほどの商店があり、汐見町は全戸数に対して殆どが商店であり、商業区域であると記載されている。
1956年（昭和31年）に大島郡十島村の十島村役場が村内の中之島より村の区域外である鹿児島市汐見町に移転した。十島村は1908年の島嶼町村制施行後から中之島に村役場を設置しており、1946年から1952年までのアメリカ合衆国の施政権下、本土復帰後も中之島に引き続き村役場を設置していたが、鹿児島市への船での移動に時間がかかることなどを理由として泉町に隣接する名山町に村役場を置く三島村役場と同様に村外の鹿児島市へ移転して現在に至っている。
1962年（昭和37年）に住居表示に関する法律が施行されたのに伴い、鹿児島市は鹿児島市街地域の住居表示に着手した。1965年（昭和40年）7月20日に泉町、汐見町を含む中央地域で住居表示を実施することとなり、住居表示の実施に合わせて、汐見町の全域が泉町に編入され、汐見町は廃止された。

### 町域の変遷
| 実施後       | 実施年             | 実施前         |
| ------------ | ------------------ | -------------- |
| 泉町（全域） | 1965年（昭和40年） | 泉町（全域）   |
| 泉町（全域） | 1965年（昭和40年） | 汐見町（全域） |

## 教育

### 小・中学校の学区
市立小・中学校に通う場合、学区（校区）は以下の通りとなる。
| 町丁 | 番・番地 | 小学校               | 中学校               |
| ---- | -------- | -------------------- | -------------------- |
| 泉町 | 全域     | 鹿児島市立名山小学校 | 鹿児島市立長田中学校 |

## 人口
泉町の明治以降の人口統計は以下のとおりである。
| 統計年次〔年〕     | 世帯数〔世帯〕 | 総人口〔人〕 | 出典   |
| ------------------ | -------------- | ------------ | ------ |
| 明治20年代         | 171            | -            | [ 4 ]  |
| 1908年（明治41年） | 152            | 679          | [ 4 ]  |
| 1922年（大正11年） | 139            | 898          | [ 4 ]  |
| 1935年（昭和10年） | 139            | 878          | [ 4 ]  |
| 2010年（平成22年） | 300            | 676          | [ 27 ] |
| 2020年（令和2年）  | 286            | 536          | [ 6 ]  |

## 施設

五代友厚像（泉公園）

### 公共
- 十島村役場
- 泉公園
坂上政克が制作した五代友厚像がある[28]。

### 教育
- 公益財団法人慈愛会鹿児島中央看護専門学校[29]（1977年（昭和52年）認可[30]）

### 金融
- 鹿児島相互信用金庫本店
1950年（昭和25年）に中小企業等協同組合法に基づいて協同組合として発足した[31]。

### 商業
- 南日本リビング新聞[32]
- 山形屋泉町別館

## 交通

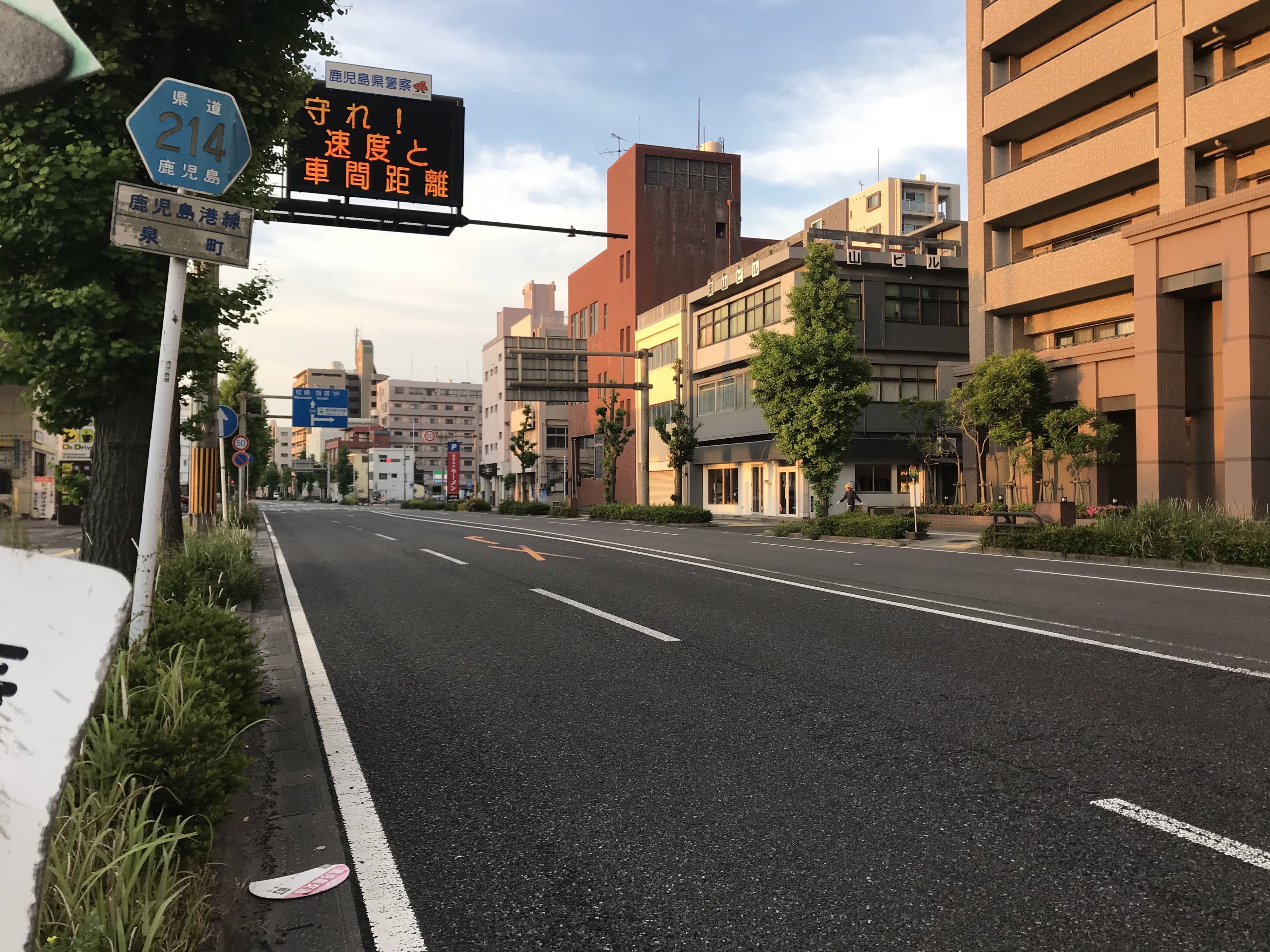
泉町東部を縦貫する鹿児島県道214号鹿児島港線

名山町との境界線を通る国道58号は「朝日通り」とも呼ばれている。国道58号は鹿児島市から種子島、奄美大島を経て沖縄県那覇市に至る国道であり、鹿児島市内は山下町の西郷隆盛銅像前交差点から町域の北東端にある泉町交差点付近に至る区間の0.7kmが指定されている。

### 道路
一般国道
- 国道58号

一般県道
- 鹿児島県道214号鹿児島港線

### 鉄道
かつては、鹿児島本線の貨物支線（鹿児島駅～鹿児島港駅）が町域の東端を通っていたが、1984年（昭和59年）に貨物支線の全線（鹿児島駅～鹿児島港駅）が廃止された。